# Sampans
Sampans é uma comuna francesa na região administrativa de Borgonha-Franco-Condado, no departamento de Jura. Estende-se por uma área de 7,58 km². Em 2010 a comuna tinha 1 194 habitantes (densidade: 157,5 hab./km²).